# Chrysochus cobaltinus
Chrysochus cobaltinus är en skalbaggsart som beskrevs av J. L. Leconte 1857. Chrysochus cobaltinus ingår i släktet Chrysochus och familjen bladbaggar. Inga underarter finns listade i Catalogue of Life.

## Bildgalleri

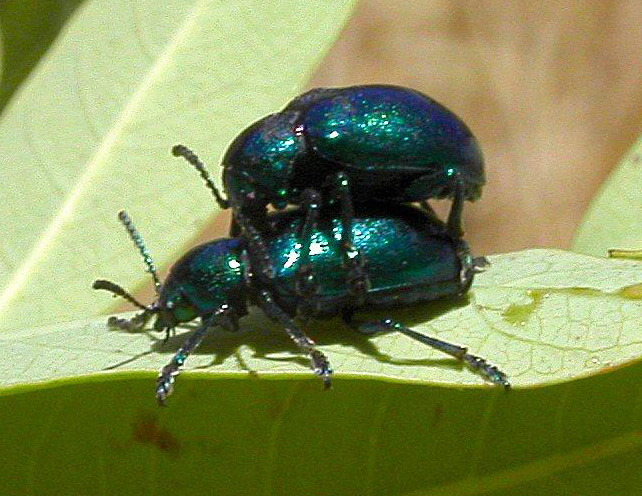
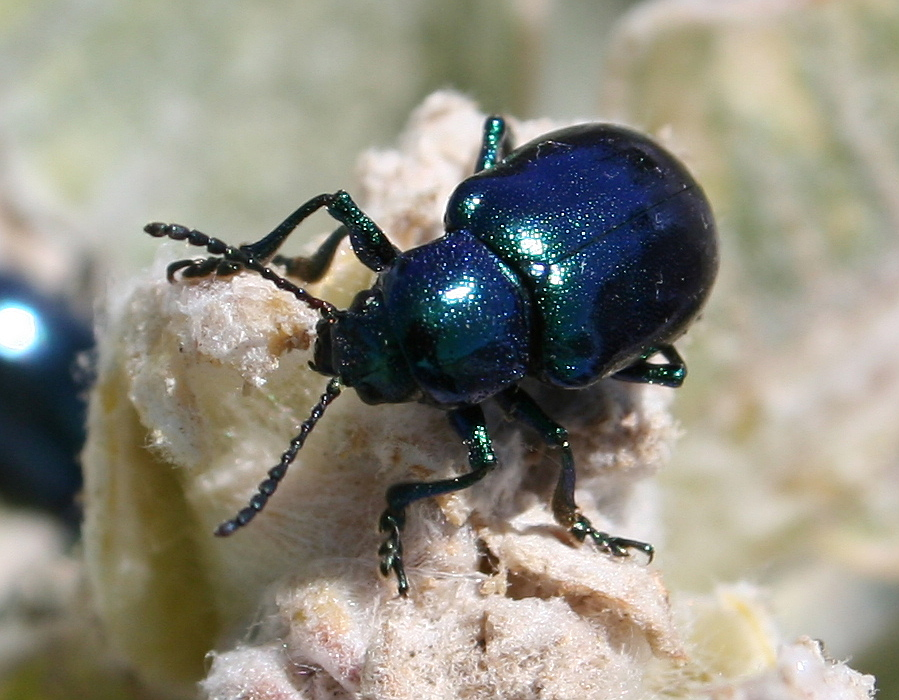
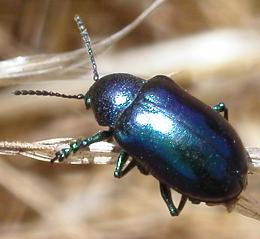